# 토크마크
토크마크(키르기스어: Токмок, Tokmok, 러시아어: Токмак, Tokmak)는 키르기스스탄 북부에 위치한 도시로, 2004년부터 2006년 5월까지 추이 주의 주도였던 곳이며 비슈케크(키르기스스탄의 수도) 동쪽에 위치한다. 인구는 53,087명(2009년 기준), 높이는 해발 816m이며 도시 이름은 키르기스어로 "망치"를 뜻한다. 북쪽으로는 추강과 접하며 카자흐스탄과 국경을 접한다.

## 유산
토크마크는 추 계곡 중간에 위치해 있어 많은 중세 정복자들이 노리는 도시였다. 남서쪽으로 8 km 떨어진 곳에 수얍의 유적이 위치해 있다. 쿠타드구 빌리그의 저자인 유수프 하스 하지브가 태어난 곳이다.
남쪽으로 15 km 떨어진 곳에는 11세기의 부라나 미나렛이 있다. 이곳은 발라사군의 위치로 여겨지기도 하며, 다수의 고대 묘비와 쿠르간 비석이 발견된다. 스키타이족의 유물이 발견되었고, 그 유물들은 현재 상트페테르부르크와 비슈케크에 있는 박물관으로 옮겨졌다.

## 인구
| 연도                                           | 인구   | ±%     |
| ---------------------------------------------- | ------ | ------ |
| 1926                                           | 15,269 | —      |
| 1935                                           | 27,600 | +80.8% |
| 1970                                           | 42,122 | +52.6% |
| 1979                                           | 58,655 | +39.3% |
| 1989                                           | 73,372 | +25.1% |
| 1999                                           | 59,299 | −19.2% |
| 2009                                           | 53,231 | −10.2% |
| Note: enumerated de facto population; Source:, |        |        |

## 기후
토크마크는 냉대 습윤 기후(쾨펜의 기후 구분 Dfb)에 속하며, 평균 기온은 9.5°C이다. 가장 따뜻한 달인 7월의 평균 기온은 23.3°C이고, 가장 추운 달인 1월의 평균 기온은 -5.3°C이다. 평균 강수량은 434.3mm이며, 평균적으로 한 해 중 108.3일 동안 비가 온다. 가장 많이 내리는 달인 4월의 평균 강수량은 71.1mm이고, 가장 적게 내리는 달인 8월의 평균 강수량은 12.7mm이다.
| Tokmok의 기후                                                        | Tokmok의 기후 | Tokmok의 기후 | Tokmok의 기후 | Tokmok의 기후 | Tokmok의 기후 | Tokmok의 기후 | Tokmok의 기후 | Tokmok의 기후 | Tokmok의 기후 | Tokmok의 기후 | Tokmok의 기후 | Tokmok의 기후 | Tokmok의 기후 |
| 월                                                                   | 1월           | 2월           | 3월           | 4월           | 5월           | 6월           | 7월           | 8월           | 9월           | 10월          | 11월          | 12월          | 연간          |
| -------------------------------------------------------------------- | ------------- | ------------- | ------------- | ------------- | ------------- | ------------- | ------------- | ------------- | ------------- | ------------- | ------------- | ------------- | ------------- |
| 일일 평균 기온 °C (°F)                                               | −5.3 (22.5)   | −4.2 (24.4)   | 3.2 (37.8)    | 11.4 (52.5)   | 16.2 (61.2)   | 20.6 (69.1)   | 23.3 (73.9)   | 22.0 (71.6)   | 16.8 (62.2)   | 9.8 (49.6)    | 2.8 (37.0)    | −2.5 (27.5)   | 9.5 (49.1)    |
| 평균 강수량 mm (인치)                                                | 25.2 (0.99)   | 27.3 (1.07)   | 49.6 (1.95)   | 70.0 (2.76)   | 68.1 (2.68)   | 37.3 (1.47)   | 20.2 (0.80)   | 12.1 (0.48)   | 16.3 (0.64)   | 39.7 (1.56)   | 41.5 (1.63)   | 26.9 (1.06)   | 434.2 (17.09) |
| 평균 강수일수 (≥ 0.1 mm)                                             | 9.0           | 9.3           | 12.0          | 11.8          | 12.4          | 10.2          | 7.6           | 5.5           | 4.9           | 7.7           | 9.2           | 8.7           | 108.3         |
| 평균 상대 습도 (%)                                                   | 74.0          | 75.1          | 68.5          | 55.4          | 53.3          | 46.9          | 44.1          | 43.7          | 46.2          | 56.2          | 67.1          | 75.3          | 58.8          |
| 출처: “The Climate of Tokmok”. Weatherbase. 2014년 8월 5일에 확인함. |               |               |               |               |               |               |               |               |               |               |               |               |               |

## 인물
- 알렉산더 코센코 ― 독일의 올림픽 스프린터
- 마이야 마네자 ― 카자흐스탄의 올림픽 역도 선수
- 젱이시벡 나자라리에브 ― 마약 재활 교수 및 정치인
- 아타나시우스 슈나이더 ― 카자흐스탄의 로마 카톨릭교회 주교
- 엘리한 투레 ― 동투르키스탄 공화국 대통령
- 라코시 마차시 ― 헝가리의 공산주의 정치인

## 같이 보기
- 수야브